# A. Lange & Söhne

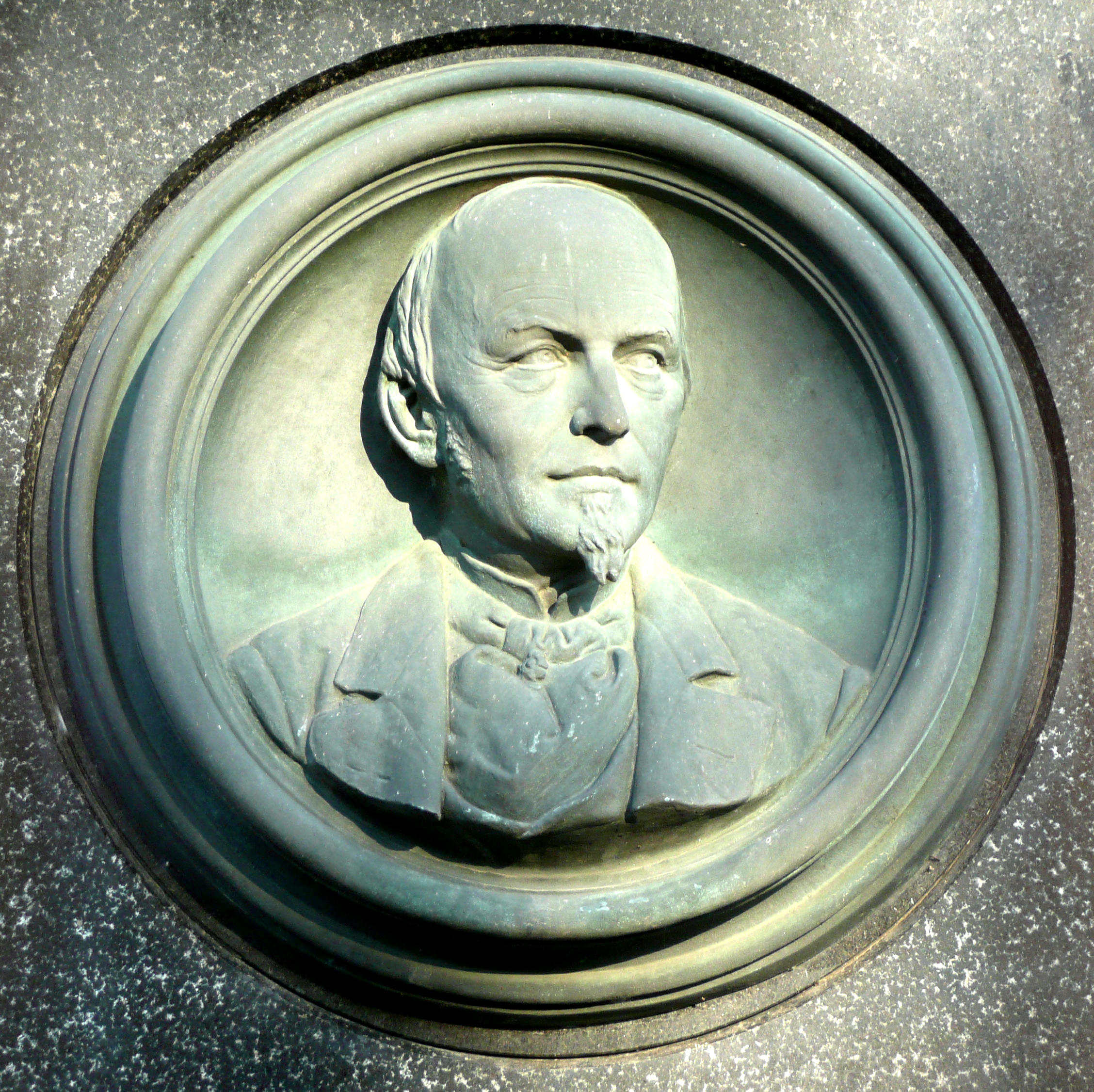
le fondateur Ferdinand Adolph Lange

A. Lange & Söhne est une des plus prestigieuses manufactures horlogères d'Allemagne. Située à Glashütte au sud de Dresde, elle faisait partie de la République démocratique allemande. Ce n'est qu'après la Réunification allemande que l'entreprise a pu s'épanouir à nouveau. Fondée en 1845, refondée en 1990, la société appartient aujourd'hui au groupe suisse financier Richemont.

## Historique

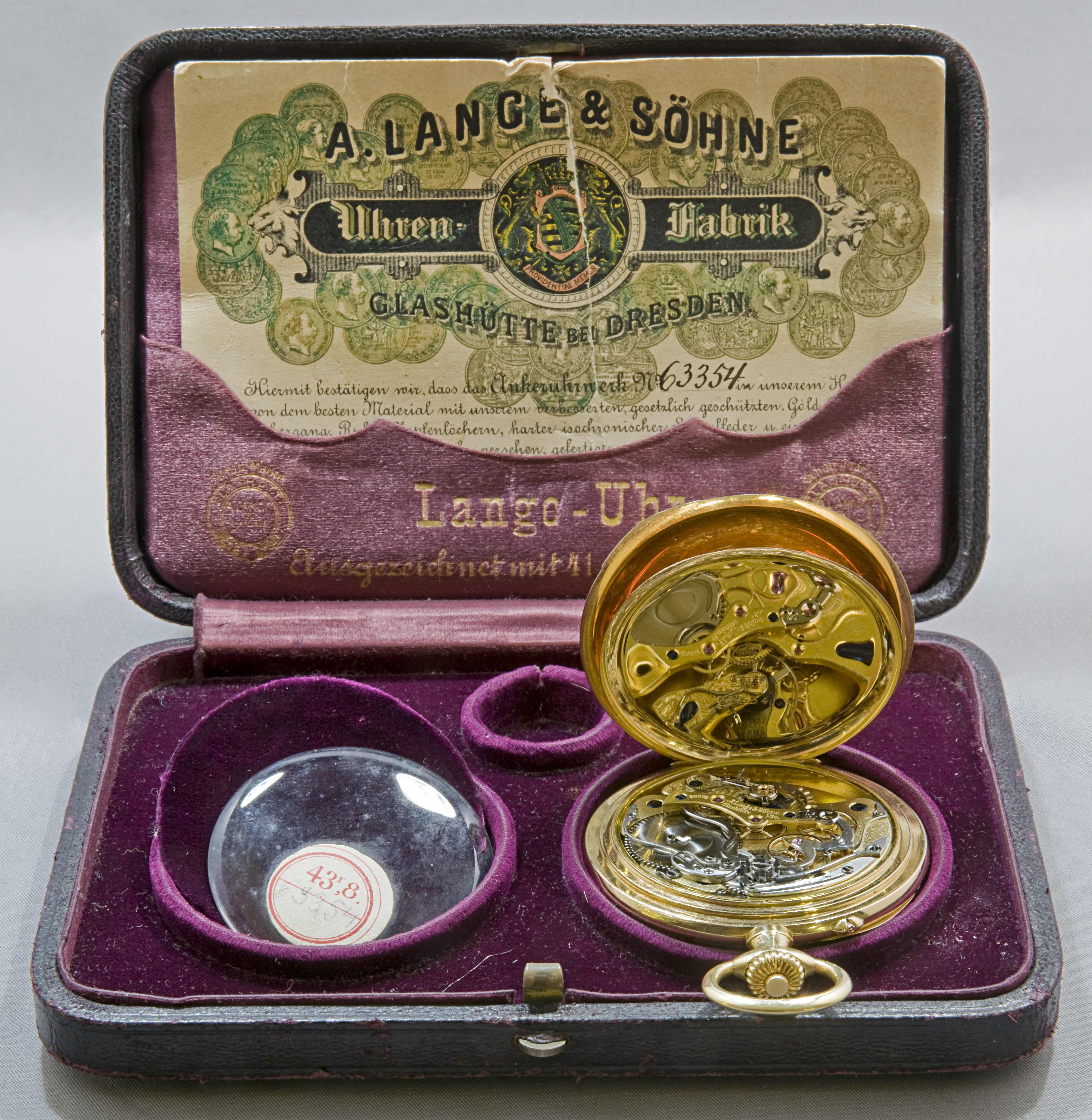
Montre de poche de Lange avec certificat d'authenticité

En 1845, Ferdinand Adolph Lange fonde sa manufacture horlogère à Glashütte, après avoir quitté Dresde. Inventeur et homme politique, il contribue à développer la « tour à inertie de Glashütte », appareil qui facilite le travail de précision avec les composants des horloges.
En 1867, il développe un mécanisme de seconde foudroyante pour une montre à gousset. Par la suite, un des fils de Ferdinand, Richard, s'associe avec son père et rebaptise l'affaire familiale A. Lange & Söhne. En 1873, la famille Lange déménage vers des nouveaux locaux.
En 1874, Ferdinand A. Lange invente la plus petite montre à ancre et secondes pour dame, avec un diamètre de 25 mm. Âgé de 60 ans, il meurt une année après à Glashütte. 
En 1885, l'entreprise dépasse le cap des 60 ouvriers. Sa première montre de poche automatique, la « Perpetuale », est produite en 1891. Dès 1895, la compagnie reçoit l'heure exacte directement de l'observatoire de Berlin. Cette même année, un atelier de chronométrie marine voit le jour. Il fournira des garde-temps pour la navigation à de nombreuses flottes militaires et marchandes dans le monde entier. 
La manufacture horlogère Lange a connu par ailleurs de nombreux bouleversements au XXe siècle.  
En 1896, elle adopte l'éclairage électrique, marquant un tournant technologique dans son fonctionnement. Dix ans plus tard, en 1906, Otto Lange, l'un des fils d'Emil Lange, rejoint l'entreprise, participant à son expansion. En 1908, un tunnel de 400 mètres est creusé dans la roche pour permettre l'alimentation des turbines hydroélectriques qui génèrent l'électricité nécessaire au bon fonctionnement de la manufacture. 
En 1924, Walter Lange naît à Dresde. Il suit une formation horlogère complète à Glashütte et à Karlstein, en République tchèque, avant de prendre une place importante dans l'histoire de la manufacture familiale. Toutefois, la Seconde Guerre mondiale marque un coup d'arrêt brutal à l'activité de l'entreprise. Le 8 mai 1945, les bombardements alliés détruisent les ateliers de la manufacture. S'ensuit une lutte acharnée entre la famille Lange et l'État pour éviter l'expropriation. La famille parvient à conserver le contrôle de l'entreprise.
Le 20 avril 1948, la situation bascule avec la nationalisation de la manufacture par le gouvernement de la République démocratique allemande. Walter Lange est contraint de fuir vers l'Allemagne de l'Ouest pour éviter les travaux forcés dans les mines d'uranium. En 1951, l'ancienne manufacture familiale est intégrée au combinat d'État VEB Uhrenwerk Glashütte, regroupant sept entreprises horlogères de la région. Les marques et noms associés à la manufacture Lange disparaissent alors du marché mondial et, pour certaines, de manière définitive.
Après la chute du mur de Berlin et la réunification allemande, Walter Lange fonde, le 7 décembre 1990, la société Lange Uhren GmbH à Glashütte, officiellement enregistrée à Dresde. La marque traditionnelle A. Lange & Söhne, autrefois synonyme de prestige, est à nouveau déposée et protégée mondialement. Dès 1994, la manufacture renoue avec son héritage en présentant ses premières montres de la nouvelle ère. Parmi ces modèles figurent des créations emblématiques telles que la Lange 1, le Tourbillon « Pour le mérite », la Saxonia et l'Arkade, qui symbolisent le renouveau de la maison horlogère.

## Sources
- La Tradition en mouvement, A. Lange & Söhne, 2007
- (de) Peter Braun, A. Lange & Söhne. Geschichte, Design, Technik, Armband Uhren, 2006 (2e édition)